# She Would Be a Business Man
She Would Be a Business Man er en amerikansk stumfilm fra 1910.